# Condado de Berks
El condado de Berks (en inglés: Berks County), fundado en 1752, es uno de 67 condados en el estado estadounidense de Pensilvania. En 2010 tenía una población de 411.442 habitantes con una densidad poblacional de 168 personas por km². La sede del condado es Reading.

## Geografía
Según la Oficina del Censo, el condado tiene un área total de 2243 km² (866 mi²), de la cual 2225 km² (859,1 mi²) es tierra y 18 km² (6,9 mi²) (0.78%) es agua.

### Condados adyacentes
- Condado de Schuykill (norte)
- Condado de Lehigh (noreste)
- Condado de Montgomery (este)
- Condado de Chester (sureste)
- Condado de Lancaster (suroeste)
- Condado de Lebanon (oeste)

## Demografía
En el censo de 2000, hubo 373,638 personas, 141,570 hogares, y 98,532 familias residiendo en el condado. La densidad poblacional era de 168 personas por kilómetro cuadrado. En el 2000 había 150,222 unidades unifamiliares en una densidad de 175 km² (67,6 mi²). La demografía del condado en 2004 era de 82.5% blancos, 4.6% afroamericanos, 0.2% amerindios, 1.2% asiáticos, 0.02% isleños del Pacífico, 6.3% de otras razas y 1.2% de dos o más razas. 11.8% de la población era de origen hispano o latino de cualquier raza.

## Localidades

### Ciudades
Reading 

### Boroughs
Adamstown‡ |
Bally |
Bechtelsville |
Bernville |
Birdsboro |
Boyertown |
Centerport |
Fleetwood |
Hamburg |
Kenhorst |
Kutztown |
Laureldale |
Leesport |
Lenhartsville |
Lyons |
Mohnton |
Mount Penn |
New Morgan |
Robesonia |
St. Lawrence |
Shillington |
Shoemakersville |
Sinking Spring |
Strausstown |
Topton |
Wernersville |
West Reading |
Womelsdorf |
Wyomissing 

### Municipios
Albany |
Alsace |
Amity |
Bern |
Bethel |
Brecknock |
Caernarvon |
Centre |
Colebrookdale |
Cumru |
District |
Douglass |
Earl |
Exeter |
Greenwich |
Heidelberg |
Hereford |
Jefferson |
Longswamp |
Lower Alsace |
Lower Heidelberg |
Maidencreek |
Marion |
Maxatawny |
Muhlenberg |
North Heidelberg |
Oley |
Ontelaunee |
Penn |
Perry |
Pike |
Richmond |
Robeson |
Rockland |
Ruscombmanor |
South Heidelberg |
Spring |
Tilden |
Tulpehocken |
Union |
Upper Bern |
Upper Tulpehocken |
Washington |
Windsor 

### Lugares designados por el censo
Alsace Manor |
Alleghenyville |
Amity Gardens |
Baumstown |
Bethel |
Blandon |
Bowers |
Colony Park |
Dauberville |
Douglassville |
Edenburg |
Flying Hills |
Fox Chase |
Frystown |
Gibraltar |
Gouglersville |
Greenfields |
Grill |
Hereford |
Lincoln Park |
Jacksonwald |
Lorane |
Mertztown |
Mohrsville |
Montrose Manor |
Morgantown |
Muhlenberg Park |
New Berlinville |
New Jerusalem |
New Schaefferstown |
Oley |
Pennside |
Pennwyn |
Reiffton |
Spring Ridge |
South Temple |
Springmont |
Stony Creek Mills |
Stouchsburg |
Temple |
Virginville |
Walnuttown |
West Hamburg |
West Lawn |
West Wyomissing |
Whitfield 